# Gaoyan, Chongqing
Gaoyan (kinesiska: 高燕) är en köping i sydvästra Kina. Den ligger i Chengkou härad i storstadsområdet Chongqing,  omkring 330 kilometer nordost om det centrala stadsdistriktet Yuzhong. Antalet invånare är 11 655. Befolkningen består av 5 585 kvinnor och 6 070 män. Barn under 15 år utgör 22,0 %, vuxna 15-64 år 68 %, och äldre över 65 år 9,0 %.